# Processo per aggressione sessuale di Taylor Swift
Il processo per l'aggressione sessuale di Taylor Swift è stato un caso legale celebrato presso la Corte distrettuale degli Stati Uniti per il distretto del Colorado. Il processo ha coinvolto David Mueller, un ex DJ, che ha presentato una denuncia per diffamazione contro la cantautrice Taylor Swift. Lui ha affermato che lei lo aveva licenziato ingiustamente a seguito di un incidente avvenuto durante un incontro di lavoro nel 2013. Swift ha quindi intentato una controquerela contro Mueller per percosse e violenza sessuale, chiedendo un risarcimento simbolico di 1 dollaro. Il processo durò una settimana, a partire dal 7 agosto 2017, e vide comparire in tribunale sia Mueller che Swift. Si concluse la sera del 14 agosto 2017, con la giuria che si pronunciò in favore di Swift e ordinò a Mueller di pagarle 1 dollaro. Il processo fu oggetto di notevole attenzione da parte dei media in virtù dello status di celebrità di alto profilo di Swift. I notiziari e i media hanno riportato quotidianamente i dettagli del caso e la reazione del pubblico. In una dichiarazione rilasciata da Swift dopo il processo, ha rivelato che il suo ragionamento per la controquerela era quello di dare potere alle altre vittime di aggressione sessuale. Nella dichiarazione, si è anche impegnata a donare alle organizzazioni che aiutano a finanziare le spese legali delle vittime di aggressioni sessuali che scelgono di difendersi da sole.  

## Contesto

### Assalto

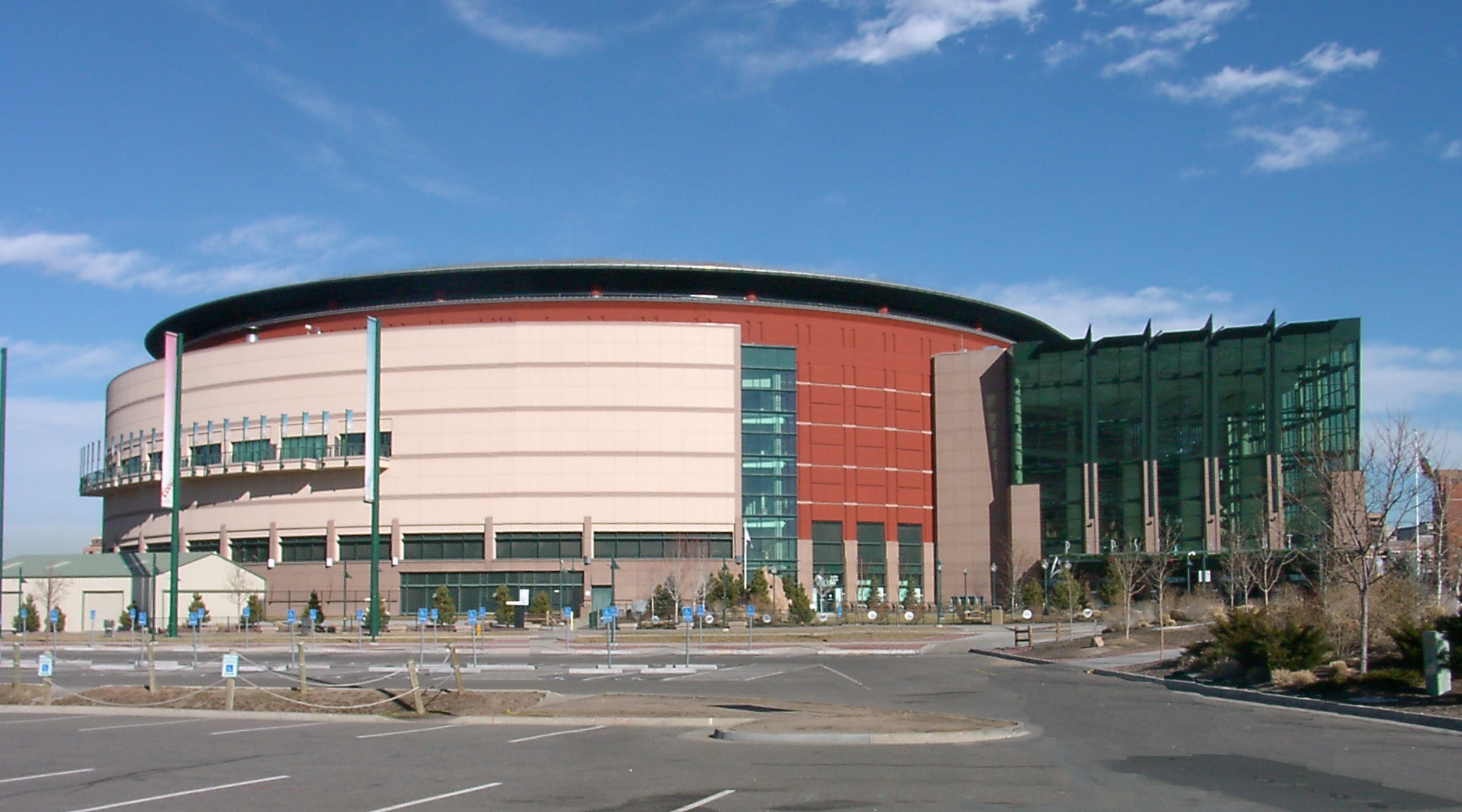
Il Pepsi Center, sede del concerto e dell'incontro.

Il 2 giugno 2013, durante il suo terzo tour di concerti, Swift ha partecipato a un incontro pre-spettacolo organizzato dalla radio KYGO prima di uno dei suoi concerti al Pepsi Center di Denver, Colorado. All'evento erano presenti numerosi fan e dipendenti della stazione radio, e gli ospiti sono stati invitati a incontrare Swift prima di scattare delle foto con lei. All'evento, Swift posò per una foto con David Mueller, all'epoca dipendente della radio, e la sua allora fidanzata Shannon Melcher, anche lei dipendente della stazione. Swift ha affermato che durante la fotografia, Mueller le ha messo la mano sotto la gonna e le ha afferrato il sedere. Subito dopo l'incidente, una volta che Mueller e Melcher furono usciti dalla stanza, Swift lo riferì a sua madre, al tour manager, al fotografo e ai membri del suo team di sicurezza.
In seguito al rapporto, il team di sicurezza di Swift incontrò Mueller nel backstage e lo accusò di averla toccata in modo inappropriato, cosa che portò alla sua cacciata dal concerto. L'incidente è stato segnalato anche alla radio KYGO e Mueller è stato licenziato poco dopo aver condotto le proprie indagini sull'evento.

### Causa
Nel settembre 2015, Mueller fece causa a Swift per diffamazione, sostenendo di non aver mai toccato Swift sotto la gonna. Ha affermato che, a seguito delle false affermazioni secondo cui aveva perso ingiustamente il lavoro, la sua immagine pubblica era stata offuscata e che gli era stato ingiustificatamente vietato di partecipare a tutti i futuri concerti di Swift.
Nella sua causa si affermava:
Mueller ha chiesto circa 3 dollari milioni di dollari di mancati guadagni, affermando che guadagnava circa 150.000 dollari all'anno alla KYGO e che le carriere radiofoniche "possono durare più di 20 anni". Nella sua causa, ha riconosciuto che Swift era stata aggredita, ma ha invece incolpato il dipendente di KYGO Hershel Coomer, sostenendo che si era trattato di un caso di identità errata da parte di Swift e del suo team. La sua causa ha anche nominato Frank Bell, il responsabile delle promozioni radiofoniche di Swift, e sua madre Andrea.
Il mese successivo Swift presentò una controquerela per percosse e aggressione. Nella denuncia ha affermato di essere perfettamente consapevole di chi l'aveva aggredita, indicando Mueller come l'individuo che le aveva deliberatamente palpato il sedere, in modo inappropriato e senza il suo permesso. La causa affermava anche che prima di iniziare a lavorare alla KYGO, Mueller non aveva lavorato alla radio dal maggio 2006 e prima di allora era stato licenziato due volte da posizioni radiofoniche. Nella sua causa, Swift ha chiesto un processo con giuria e ha affermato che avrebbe donato qualsiasi somma di denaro vinta durante il processo ad organizzazioni di beneficenza che proteggono le donne dalle aggressioni sessuali e da altri atti violenti.
Il 26 luglio 2016, Swift ha rilasciato la sua deposizione. La sua richiesta di non rendere pubblica la foto dell'incontro tra lei e Mueller del 2013 è stata accolta e il giudice ha sigillato i documenti. Successivamente il sito web del tabloid TMZ ha pubblicato l'immagine. Nella sua deposizione Swift ha raccontato nei dettagli l'accaduto, sostenendo che Mueller le aveva intenzionalmente sollevato una mano sotto il vestito e le aveva palpato il sedere. Swift ha descritto di aver capito che non era un incidente quando ha tentato di andarsene e la sua mano era ancora lì, affermando che "non era mai stata così sicura di niente" in vita sua.
Il 31 maggio 2017, il giudice William J. Martínez ha stabilito che una giuria avrebbe deciso l'esito del processo. Quasi due mesi dopo, il 19 luglio 2017, Mueller venne sanzionato dal giudice Martinez per aver distrutto prove chiave. Nella sua deposizione ha rivelato di aver fornito solo file audio modificati del suo incontro di due ore con il suo ex capo di KYGO, Robert Call, che aveva registrato sul suo telefono. Ha affermato che tutti i file erano stati danneggiati quando aveva rovesciato del caffè sulla tastiera del suo computer portatile e aveva perso o buttato via altri dispositivi elettronici.

## Processo
Il processo ebbe inizio il 7 agosto 2017, alla presenza sia di Mueller che di Swift, nonché dei rispettivi team legali. In questo giorno i potenziali giurati vennero interrogati sulla loro obiettività nei confronti del caso. È stato chiesto ai candidati se fossero fan della musica di Swift o di Mueller. Nelle domande su Swift si chiedeva ai candidati se ascoltavano la sua musica, se avevano assistito ai suoi concerti, se avevano guardato i suoi video e se avevano acquistato un suo album. Le domande hanno anche esaminato se i giurati fossero mai stati palpeggiati in modo inappropriato o fossero mai stati accusati di aver toccato qualcun altro senza il suo permesso. Su 60 giurati vennero scelti in totale otto, sei donne e due uomini.
Il giorno seguente, sia gli avvocati di Swift che quelli di Mueller rilasciarono le loro dichiarazioni introduttive. Douglas Baldridge, l'avvocato di Swift, ha iniziato affermando che Swift stava "prendendo posizione a favore di tutte le donne" e ha descritto l'incidente come un'aggressione sul posto di lavoro. Babe McFarland, l'avvocato di Mueller, ha poi affermato che Mueller non aveva toccato Swift in modo inappropriato e che l'incidente era costato a Mueller "il lavoro dei suoi sogni". Dopo le dichiarazioni di apertura Mueller ha rilasciato la sua testimonianza, affermando che la sua mano è entrata in contatto con una parte del corpo della donna che sembrava essere le sue costole.
Il 9 agosto 2017, la madre di Swift, Andrea, è salita sul banco dei testimoni per raccontare dettagliatamente il suo ricordo dell'incidente. Ha descritto come si è sentita male dopo essere stata informata di quanto era accaduto e quando ha visto la foto ha capito subito che sua figlia era a disagio.
Il giorno seguente la Swift stessa salì sul banco dei testimoni; sua madre non poté essere presente in tribunale durante la sua testimonianza. Ha testimoniato per quasi un'ora, descrivendo come si sia trattato di una rapina "definitiva" e "molto lunga" e ha parlato della sua risposta monotona a Mueller e alla sua ragazza dopo la foto. Durante la sua testimonianza, Swift è stata interrogata dall'avvocato di Mueller sui suoi sentimenti riguardo alla perdita del lavoro di Mueller; ha ricordato all'avvocato che la perdita del lavoro del suo cliente era stata colpa sua:
Nei giorni successivi testimoniarono numerosi testimoni. L'11 agosto, Stephanie Simbeck, la fotografa di Swift, è salita sul palco per raccontare cosa aveva visto mentre scattava la foto. Il giorno dopo, Greg Dent, ex guardia del corpo di Swift, testimoniò anch'egli. Successivamente è intervenuta l'ex fidanzata di Mueller, Shannon, che ha affermato di non aver osservato la posizione delle mani di Mueller e ha descritto la foto come scattata velocemente. Ryan Kliesch, co-conduttore di Mueller nel programma KYGO 98.5, ha testimoniato che inizialmente pensava che le accuse fossero uno scherzo perché non sapeva che Mueller fosse irrispettoso nei confronti delle donne. Il 12 agosto, Martinez ha respinto il caso da 3 milioni di dollari di Mueller contro Swift a causa di prove insufficienti che Swift lo avesse fatto licenziare.
Il processo si è concluso il 14 agosto 2017. Entrambi i team legali hanno rilasciato le loro dichiarazioni conclusive prima che la giuria deliberasse per ore. Alla fine la giuria ha stabilito che Mueller aveva aggredito Swift durante l'incontro del 2013, assegnandole 1 dollaro, che è stato pagato sotto forma di moneta da un dollaro Sacagawea. La giuria ha anche deciso che Andrea Swift e Frank Bell non hanno avuto alcun impatto sul licenziamento di Mueller.

## Reazione delle masse
Nei due anni che hanno preceduto il processo, numerose agenzie di stampa hanno scritto articoli sull'incidente, alimentando l'interesse pubblico.
Durante il processo, i dipendenti di Craftsy, un sito web di design e artigianato con sede a Denver, situato proprio di fronte alle aule del tribunale, hanno iniziato ad attaccare post-it alle finestre dei loro uffici. Le note riportavano i testi e i nomi delle canzoni della discografia di Swift, tra cui Fearless, I Knew You Were Trouble e Shake It Off come segni di incoraggiamento e supporto per la cantante durante le sue apparizioni in tribunale.
Durante lo spettacolo di Swift a Tampa Bay del suo Reputation Stadium Tour il 14 agosto 2018, il primo anniversario del processo, i fan tra il pubblico hanno mostrato banconote da 1 dollaro in suo onore come simbolo di sostegno per lei. Swift ha tenuto un discorso sulle vittime di aggressioni sessuali prima di continuare con la scaletta del tour, suonando un mash up di New Year's Day e Long Live.
Nel discorso di Swift, ha affermato: "Un anno fa non stavo giocando in uno stadio esaurito a Tampa, ero in un'aula di tribunale a Denver, Colorado. Questo è il giorno in cui la giuria si è schierata a mio favore e ha detto che mi credeva". Ha continuato a parlare di come credere alle vittime, scusandosi con chiunque non fosse stato creduto o fosse troppo spaventato per parlare per paura di non essere creduto. Ha concluso il suo discorso ringraziando coloro che l'hanno sostenuta in quella che è stata una "parte davvero orribile della [sua] vita" e riflettendo su dove sarebbe stata la sua vita se le persone non le avessero creduto.

## Conseguenze
Nel dicembre 2017, Swift è stata nominata "Silence Breaker" nel numero Persona dell'anno della rivista Time. Sulla rivista, Swift ha raccontato per la prima volta l'aggressione e il processo, raccontando nei dettagli come si è sentita a testimoniare e i consigli che avrebbe dato ai fan. Ha anche rivelato che a quella data non le era ancora stato pagato il simbolico dollaro che aveva vinto.
Swift ha anche ricordato che era il numero più alto di volte in cui il termine "asino" era stato pronunciato nella Corte Federale del Colorado.
Si è anche ampiamente ipotizzato che Swift abbia fatto riferimento al suo processo per aggressione nel suo video musicale Look What You Made Me Do, ma questo non è mai stato confermato dalla stessa Swift.
Nel numero di Elle di aprile 2019, Swift ha parlato ancora una volta del suo processo. Nell'articolo, intitolato "30 cose che ho imparato prima di compiere 30 anni", Swift ha affermato, come sua tredicesima lezione, che "È mia opinione che nei casi di violenza sessuale, credo alla vittima". Ha attribuito questa lezione alla sua esperienza processuale, attingendo a quello che ha descritto come lo stigma che molte donne provano quando parlano di violenza.
Dopo l'esito del processo, Mueller lottò per mesi per trovare un lavoro in radio. Nel 2018, è stato assunto da KIX-92.7 per condurre uno spettacolo mattutino nel Mississippi, presentandolo sotto lo pseudonimo di Stonewall Jackson. Il caso è stato menzionato nella causa per l'incidente sciistico del 2023 contro l'attrice americana Gwyneth Paltrow, che aveva presentato una controquerela all'attore chiedendo un risarcimento di 1 dollaro. Paltrow vinse la causa.